# Nick Wilder

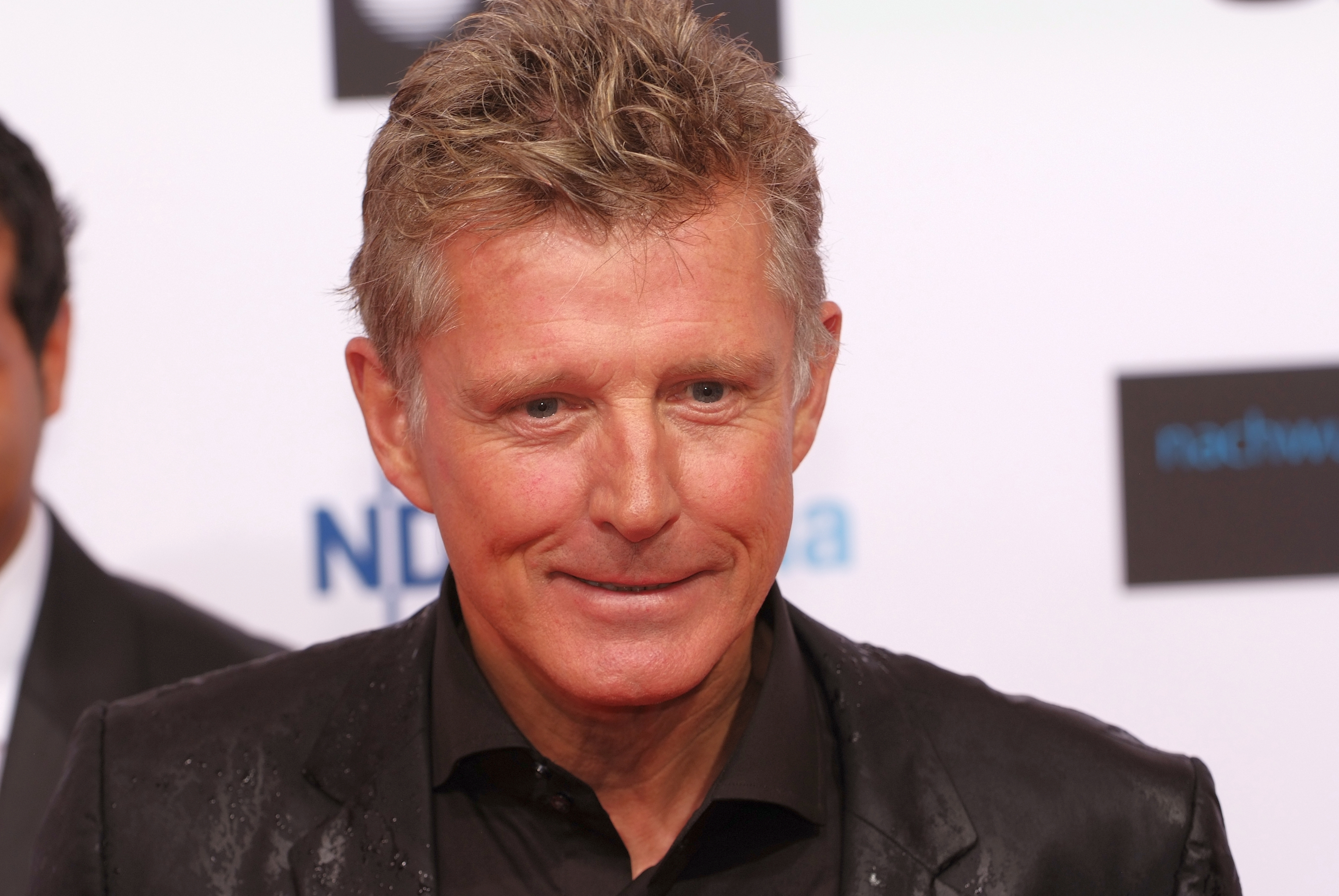
Nick Wilder (2012)

Nick Wilder (* 3. Dezember 1952 als Klaus Wilder auf Fehmarn) ist ein deutscher Film- und Fernsehschauspieler.

## Leben
Wilder wuchs auf der Ostseeinsel Fehmarn auf. Dort betrieben seine Eltern einen Bauernhof und beherbergten Feriengäste. Auf der Insel gründete er als Jugendlicher eine Rockband.
Wilder hat einen Abschluss als Diplom-Holzwirt der Universität Hamburg. Seine Ehefrau ist die Schauspielerin Christine Mayn. Er spielte die Werbefigur Herr Kaiser von der Hamburg-Mannheimer. Wilder übernahm von Januar 2011 bis Dezember 2020 die Rolle des Bordarztes Dr. Wolf Sander auf dem ZDF-Traumschiff.
Zusammen mit seiner Frau lebt Wilder in Südtirol und in Helena, Montana (USA), wo er ein Gästehaus betreibt.

## Veröffentlichung
mit Björn Sülter: Hallo, Herr Kaiser! Das Leben ist wilder als man denkt, In Farbe und Bunt Verlag 2020, ISBN 978-3-95936-224-5

## Filmografie (Auswahl)
- 1992: Die große Freiheit (Fernsehserie)
- 1994: Stargate
- 1995–1996: So ist das Leben! Die Wagenfelds (Fernsehserie)
- 1997–2002: S.O.S. Barracuda (Fernsehserie, 8 Folgen)
- 1996:	Lethal Orbit (Fernsehfilm)
- 1996: Die Putzfraueninsel (Kinofilm)
- 1997:	Die Schattenkrieger (Fernsehserie, 1 Folge)
- 1998:	Pensacola – Flügel aus Stahl (Fernsehserie, 1 Folge)
- 1998:	Barbara Wopod: Herzflimmern
- 1998–2010: Unser Charly (Fernsehserie, 4 Folgen)
- 1999:	Expedition der Stachelbeeren (Fernsehserie, 1 Folge, Stimme)
- 1999: S.O.S. Barracuda: Der Tod spielt Roulette (Fernsehfilm)
- 2001:	Alarm für Cobra 11 – Die Autobahnpolizei (Fernsehserie, 1 Folge)
- 2002: Rosamunde Pilcher: Mit den Augen der Liebe (Fernsehfilm)
- 2002:	SOKO Kitzbühel (Fernsehserie, 1 Folge)
- 2002:	SOKO 5113 (Fernsehserie, 1 Folge)
- 2002:	Wilder Kaiser (Fernsehserie, 1 Folge)
- 2002 Das Traumschiff – Thailand
- 2002–2009: Küstenwache (Fernsehserie, 5 Folgen)
- 2003:	SOKO Leipzig (Fernsehserie, 1 Folge)
- 2004:	Der Ferienarzt (Fernsehserie, 1 Folge)
- 2005:	Rosamunde Pilcher: Über den Wolken (Fernsehfilm)
- 2006:	Das Traumschiff: Shanghai (Fernsehfilm)
- 2007:	Hilfe, die Familie kommt! (Fernsehfilm)
- 2007:	Das Traumschiff: San Francisco
- 2008:	Hallo Robbie! (Fernsehserie, 1 Folge)
- 2009:	Die Rosenheim-Cops (Fernsehserie, 1 Folge)
- 2009:	Forsthaus Falkenau (Fernsehserie, 1 Folge)
- 2011–2020: Kreuzfahrt ins Glück (Fernsehserie, 19 Folgen)
- 2011–2020: Das Traumschiff (Fernsehserie, 25 Folgen)
- 2011: Summer of dreams (Kinofilm)
- 2012: Hvidsten gruppen (Kinofilm)
- 2013: Notruf Hafenkante (Fernsehserie, 1 Folge)
- 2015: Hubert und Staller (Fernsehserie, 1 Folge)
- 2017–2018, 2020: Rote Rosen (Fernsehserie)
- 2017: Rhein-Lahn Krimi: Jammertal